# Peter Collin
Peter Collin (* 1967 in Berlin) ist ein deutscher Rechtswissenschaftler. 
Collin wurde 1967 in Berlin geboren, wo er auch aufwuchs. Von 1987 bis 1991 studierte er Rechtswissenschaften an der Humboldt-Universität zu Berlin; von 1991 bis 1994 absolvierte er sein Referendariat in Berlin. In den Jahren 1994 bis 1999 promovierte er mit einem Promotionsstipendium des Graduiertenkollegs für europäische Rechtsgeschichte an der Universität Frankfurt a. M. zum Thema „Wächter der Gesetze“ oder „Organ der Staatsregierung“? Konzipierung, Einrichtung und Anleitung der Staatsanwaltschaft durch das preußische Justizministerium. Zudem war er von 1997 bis 2000 in einer Rechtsanwaltskanzlei und in einem Wirtschaftsunternehmen in Berlin tätig. Von 2001 bis 2007 war er wissenschaftlicher Assistent von Erk Volkmar Heyen am Lehrstuhl für Öffentliches Recht und europäische Verwaltungsgeschichte an der Universität Greifswald. Dort ist er seit Juli 2007 auch Lehrbeauftragter. 2008 habilitierte er sich mit einer Arbeit zum Recht der binnenadministrativen Informationsbeziehungen. Seit 2008 ist er Mitarbeiter am Max-Planck-Institut für europäische Rechtsgeschichte in Frankfurt am Main. Weiterhin ist Collin seit 2012 Teilprojektleiter im Frankfurter LOEWE-Schwerpunkt 'Außergerichtliche und gerichtliche Konfliktlösung'. Er ist Mitglied der Vereinigung für Verfassungsgeschichte.
Seine Forschungsinteressen liegen im Bereich der Rechts- und Verwaltungsgeschichte, der Verwaltungsorganisation und der Verwaltungswissenschaft.
Collin ist verheiratet und hat mehrere Kinder.

## Schriften (Auswahl)
- „Wächter der Gesetze“ oder „Organ der Staatsregierung“? Konzipierung, Einrichtung und Anleitung der Staatsanwaltschaft durch das preußische Justizministerium. Von den Anfängen bis 1860 (= Rechtsprechung. Veröffentlichungen des Max-Planck-Instituts für europäische Rechtsgeschichte, Bd. 16), Frankfurt a. M. 2000 (Dissertation). Juristisches Buch des Jahres: Neue Juristische Wochenschrift, 2001, S. 3521 f.
- als Herausgeber zusammen mit Thomas Horstmann: Das Wissen des Staates. Geschichte, Theorie und Praxis, Baden-Baden 2004, ISBN 3-8329-0889-7.
- Generierung und Transfer staatlichen Wissens im System des Verwaltungsrechts. Hrsg. mit Indra Spiecker genannt Döhmann (= Neue Staatswissenschaften, Bd. 10), Mohr Siebeck, Tübingen 2008, ISBN 978-3-16-149842-8.
- Privat-staatliche Regelungsstrukturen im frühen Industrie- und Sozialstaat. Berlin 2016.